# 稲毛氏
稲毛氏（いなげし）は、秩父氏流小山田氏の一族である。のちに武蔵国の橘樹郡（現・神奈川県川崎市北部周辺）を本拠に勢力を張った一族。
秩父平氏の系譜を引き、平家の郎党として在京していた小山田有重の三男である重成が、治承・寿永の乱において東国へ下国し、院政期に立荘された稲毛荘（現・神奈川県川崎市中原区・高津区の辺り）に進出し稲毛氏を称したことに始まる。
重成は北条政子の異母妹を妻として、鎌倉将軍家・北条家の姻戚関係となり、一族の畠山重忠や弟の榛谷重朝とともに治承・寿永の乱や奥州合戦において活躍し、鎌倉幕府の成立において重用された。
多摩川沿いの登戸に枡形城を、東京都稲城市と境界を接する神奈川県川崎市多摩区菅に小沢城を構える。神奈川県川崎市多摩区枡形の広福寺は稲毛領主館跡と伝わり、現在もその遺構が残る。
1205年、同族の畠山氏と北条氏との抗争に巻き込まれ、三浦義村に滅ぼされる。生き残った一族が讃岐国阿野郡（あやぐん）、あるいは鵜足郡（うたぐん）へ落ち延びた。
後に讃岐国では一番大きい庄屋の家となる。
『稲毛家文書目録』が香川県立文書館で閲覧できる。
ちなみに、異流として千葉氏系馬加氏族の下総稲毛氏も存在する。

## 系図
```
　
秩父重弘

　　┣━━━━━┓
　
畠山重能
　　
小山田有重

　　┃　　　　　┣━━━━━━━━━━━━━┳━━━━┳━━━┳━━━━┓
　
畠山重忠
　　
稲毛重成
　　　　　　　　　　
榛谷重朝
　
森行重
　
田奈有朝
　
小山田重親

　　　　　　　　┣━━━━━━━━┳━━━━━━┓
　　　　　　　
稲毛（小沢）重政
　
宇都宮頼綱
室　
綾小路師季
室
```